# きになるオセロ
『きになるオセロ』は、一部テレビ朝日系列局ほかで放送されていた朝日放送（現:朝日放送テレビ（ABCテレビ））制作のオセロが司会を務めたバラエティー番組である。制作局の朝日放送（現:朝日放送テレビ（ABCテレビ））では、2004年10月6日から2008年3月19日まで、『ナイトinナイト』水曜日枠として毎週水曜 23:17 - 翌0:17（JST）に放送された。

## 概要
オセロと笑福亭笑瓶が司会を務めていた『笑瓶+オセロのV・I・ぴ〜（ヴィッぴ〜）』の後番組。『V・I・ぴ〜』は、オールロケで番組が進行されたが、本番組は大阪ABC本社内のスタジオで収録が行われた。
中島知子チームと松嶋尚美チームにそれぞれ1組のゲストが付き、ゲストが今気になっているもの（ファッション、グルメなど）を取り上げ、グルメ試食を目指してゲーム対決も行われた。また、ゲームの進行はABCアナウンサーの浦川泰幸が務めた。
2008年1月以降、収録を行うスタジオの設備の関係で『ナイトinナイト』枠と後番組のテレビ朝日制作『ネオバラエティ』を含めれば唯一の4:3SD製作番組となった（『きになるオセロ』以外の番組は全てハイビジョン製作）。
2008年3月19日放送分をもって、3年半の放送を終了した。

## 出演者

### レギュラー
- オセロ
  - 中島知子
  - 松嶋尚美
- 浦川泰幸（ABCアナウンサー）
- なすなかにし（リポーター・VTRでの出演）

### 準レギュラー
- 金村義明
- 加藤紀子
- 勝俣州和
- 石田純一
- モンキッキー
- 武田修宏
- YOU
- 西川史子
- 高橋ジョージ
- T・K・O
- 坂下千里子

ほか

## テーマ曲
- オープニングテーマ：ジェリ・ハリウェル「ハレルヤ・ハリケーン」
- エンディングテーマ：スタイルブローヘッズ「ラジオ・スターの悲劇－VIDEO KILLED THE RADIO STAR－」

## 新社屋完成記念 オセロ@ほたるまち
2008年7月21日放送分は、朝日放送本社のほたるまち移転を記念した特別番組の第4弾として、『あのオセロがABC4ヶ月ぶり出演、豪華ゲストが続々登場し、ほたるまちならではの人気スポットや、ゲームもあります』と題して放送が行われた。

## ネット局
※最終回時点でのネット局
| 放送対象地域   | 放送局                            | 系列           | 放送曜日と時間               | 放送日遅れ |
| -------------- | --------------------------------- | -------------- | ---------------------------- | ---------- |
| 近畿広域圏     | 朝日放送（ABC） 現:朝日放送テレビ | テレビ朝日系列 | 水曜 11:17 - 翌0:17          | 制作局     |
| 北海道         | 北海道テレビ(HTB)                 | テレビ朝日系列 | 不定期放送                   | 6ヶ月遅れ  |
| 岩手県         | 岩手朝日テレビ（IAT）             | テレビ朝日系列 | 日曜 0:30 - 1:30（土曜深夜） | 45日遅れ   |
| 宮城県         | 東日本放送（KHB）                 | テレビ朝日系列 | 木曜 0:51 - 1:46（水曜深夜） | 35日遅れ   |
| 石川県         | 北陸朝日放送（HAB）               | テレビ朝日系列 | 土曜 10:30 - 11:30           | 24日遅れ   |
| 中京広域圏     | メ〜テレ（NBN）                   | テレビ朝日系列 | 木曜 0:50 - 1:45（水曜深夜） | 3週遅れ    |
| 広島県         | 広島ホームテレビ（HOME）          | テレビ朝日系列 | 日曜 15:25 - 16:25           | 32日遅れ   |
| 香川県・岡山県 | 瀬戸内海放送（KSB）               | テレビ朝日系列 | 土曜 12:00 - 13:00           | 114日遅れ  |
| 愛媛県         | 愛媛朝日テレビ（EAT）             | テレビ朝日系列 | 木曜 0:16 - 1:16（水曜深夜） | 4週遅れ    |
| 福岡県         | 九州朝日放送（KBC）               | テレビ朝日系列 | 土曜 16:00 - 16:55           | 31日遅れ   |
| 沖縄県         | 琉球朝日放送（QAB）               | テレビ朝日系列 | 木曜 0:46 - 1:41（水曜深夜） | 2週遅れ    |
| 鳥取県・島根県 | 日本海テレビ（NKT）               | 日本テレビ系列 | 週末を中心に不定期放送       | 6ヶ月遅れ  |

- 広島ホームテレビでは上記の時間帯に別番組を放送する場合があるため、その場合は他の時間帯（主に平日・土曜午後）に放送された。
- メ〜テレでは水曜深夜に放送されていたが2005年10月から土曜夕方に移動し、その後、水曜深夜に戻された。
- 北海道テレビ放送は2008年4月まで土曜朝9時30分に放送されていた。2008年5月以降は同じABC制作の『最終警告!たけしの本当は怖い家庭の医学』の再放送がない場合に放送された。
- 山口朝日放送では2006年4月から水曜午後4時台に放送されていたが、同年9月いっぱいで打ち切り。ただし2007年7月に全国高等学校野球選手権大会中継の穴埋めとして数回放送された。
- 大分朝日放送では土曜午後4時台に放送されていたが、2006年4月以降は放送されていない。
- 秋田朝日放送では日曜正午に放送されていたが、2006年9月で打ち切り。
- 熊本朝日放送では土曜正午に放送されていたが、2006年10月で打ち切り。
- 2006年10月14日から岩手朝日テレビでも放送を開始した。2007年4月からは深夜に放送時間が変更された。
- 2007年1月6日から瀬戸内海放送(KSB)でも放送開始。以降、KSBではすべての『ナイトinナイト』枠の番組をネットしている。
- 2004年・2005年は年末に1時間25分枠の特別番組が制作され、テレビ朝日など通常ネットを行っていない放送局でも23:15 - 翌0:40に放送された。2006年は12月28日18:30 - 20:54枠で特別番組の放送が行われた。レギュラー放送終了後は2009年12月30日深夜に特別番組が放送された。

| 朝日放送 ナイトinナイト・水曜日 | 朝日放送 ナイトinナイト・水曜日 | 朝日放送 ナイトinナイト・水曜日 |
| 前番組                          | 番組名                          | 次番組                          |
| ------------------------------- | ------------------------------- | ------------------------------- |
| 笑瓶・オセロのV・I・ぴ〜        | きになるオセロ                  | 今ちゃんの「実は…」             |